# Lucy (사카모토 마아야의 음반)
《Lucy》(루시)는 사카모토 마아야의 세 번째 오리지널 앨범이다.

## 해설
- 전작인《DIVE》의 발매 이후, 2년 3개월 만에 발매된 앨범이다.

## 수록곡
1. Lucy
인스트루멘털(Instrumental) 곡
2. 마메시바 (マメシバ )
TV 애니메이션 '지구소녀 아르주나' 여는 노래
3. 스트로브(Strobe)의 하늘(ストロボの空 )
4. 알카로이드(アルカロイド)
5. 홍차(紅茶)
6. 나무 타기와 붉은 스커트(木登りと赤いスカート)
7. Life is good
8. Honey bunny
9. T셔츠(Tシャツ)
10. 공기와 별(空気と星)
TV 애니메이션 '지구소녀 아르주나' 닫는 노래
11. Rule~빛바래지 않은 날들 (Rule~色褪せない日々~)
12. 나는 언덕 위에서 화병을 던진다(私は丘の上から花瓶を投げる)

## 스탭
- 작사: 사카모토 마아야(2,3,4,5,8,9,12)·이와사토 유호(6,10,11)·Tim Jensen(7)
- 작곡·편곡·프로듀스: 칸노 요코(전곡)